# Dumbrăvița (Timiș)
Dumbrăvița (Hongaars: Újszentes) is een gemeente in het Roemeense district Timiș en ligt in de regio Banaat in het westen van Roemenië. De gemeente telt 2612 inwoners (2005). De afgelopen jaren zijn er veel villa's voor de rijken uit Timișoara gebouwd, waardoor Dumbrăvița nu kans loopt om een voorstad van Timișoara te worden.

## Geografie
De oppervlakte van Dumbrăvița bedraagt 18,98 km², de bevolkingsdichtheid is 138 inwoners per km².
De gemeente bestaat uit de volgende dorpen: Dumbrăvița.

## Demografie
Van de 2672 inwoners in 2002 zijn 1565 Roemenen, 1042 Hongaren, 33 Duitsers, 3 Roma's en 29 van andere etnische groepen.

## Politiek
De burgemeester van Dumbrăvița is Géza Szilágyi (UDMR).

Onderstaande staafgrafiek toont de uitslagen van de gemeenteraadsverkiezingen van 6 juni 2004, naar stemmen per partij. 

## Geschiedenis
In 1892 werd het dorp officieel erkend. Het dorp werd in dat jaar gesticht door een groep arbeiders uit de Hongaarse stad Szentes. Ze doopten het dorp Újszentes, wat Nieuw-Szentes betekent. In 1920 ging het dorp met de rest van de Banaat over van Hongarije naar Groot-Roemenië. In 1930 kreeg het dorp zijn huidige Roemeense naam Dumbrăvița.
De historische Hongaarse en Duitse namen zijn respectievelijk Újszentes en Neussentesch.
Balinț · Banloc · Bara · Bârna · Beba Veche · Becicherecu Mic · Belinț · Bethausen · Biled · Birda · Bogda · Boldur · Brestovăț · Cărpiniș · Cenad · Cenei · Checea · Chevereșu Mare · Comloșu Mare · Coșteiu · Criciova · Curtea · Darova · Denta · Dudeștii Noi · Dudeștii Vechi · Dumbrava · Dumbrăvița · Fibiș · Fârdea · Foeni · Gavojdia · Ghilad · Ghiroda · Ghizela · Giarmata · Giera · Giroc · Giulvăz · Gottlob · Iecea Mare · Jamu Mare · Jebel · Lenauheim · Liebling · Lovrin · Margina · Mașloc · Mănăștiur · Moravița · Moșnița Nouă · Nădrag · Nițchidorf · Ohaba Lungă · Orțișoara · Parța · Pădureni · Peciu Nou · Periam · Pietroasa · Pișchia · Racovița · Remetea Mare · Sacoșu Turcesc · Saravale · Satchinez · Săcălaz · Secaș · Sânandrei · Sânmihaiu Român · Sânpetru Mare · Șag · Şandra · Știuca · Teremia Mare · Tomești · Tomnatic · Topolovățu Mare · Tormac · Traian Vuia · Uivar · Valcani · Variaș · Victor Vlad Delamarina · Voiteg